# Isaak Volmar
Isaak Volmar, baron de Rieden (de), est un avocat wurtembergeois, homme politique autrichien et l'envoyé de l'empereur du Saint-Empire pour négocier au congrès de paix de Westphalie à Münster et Osnabrück, né en 1582 dans le duché de Wurtemberg, et mort à Ratisbonne le 13 octobre 1662.

## Biographie
Isaak Volmar est issu d'une famille de fonctionnaires protestante du duché de Wurtemberg et est né soit à Urach, soit - moins probable - à Weilersteußlingen (de) dans le Jura souabe. Son père, Abraham Volmar, était bailli wurtembergeois à Weilersteußlingen, le grand-père Simplicius Volmar avait travaillé comme bailli à Urach. Isaak Volmar a étudié le droit à l'Université de Tübingen où il obtient son doctorat en droit, en 1599, à 17 ans. Il a été professeur de rhétorique et avocat à Fribourg-en-Brisgau, entre 1606 et 1613. Il a démissionné de son poste de professeur le 23 octobre 1613. Il est resté avocat à Fribourg-en-Brisgau jusqu'en 1615. Il quitte ensuite la ville pour s'établir à Ensisheim, siège du gouvernement des Habsbourg d'Autriche en Alsace qui dépendait de Maximilien III d'Autriche, fervent catholique, qui avait reçu le Tyrol et l'Autriche antérieure, partage fait à la suite de la mort de Ferdinand Ier. Il s'est converti au catholicisme en 1621,.
Il est chancelier du prince-abbé de Saint-Gall, Bernhard Müller (de), entre 1616 et 1619,. Isaak Volmar a été chancelier d'Autriche antérieure à Ensisheim en 1620. Il était toujours présent à Ensisheim en 1627 quand il entre au service, jusqu'en 1630, de Jean-Louis de Nassau-Hadamar qui est devenu le conseiller de l'empereur Ferdinand II après s'être converti au catholicisme. Grâce à son appui, il a été nommé au poste de conseiller de la cour impériale en 1630.
Il reste peu de temps à la cour de Ferdinand II car Volmar entre au service de la lignée tyrolienne de la maison de Habsbourg, appelé par l'archiduchesse Claude de Médicis devenue veuve de Léopold V d'Autriche-Tyrol en 1632, et qui assure la régence à Innsbruck pour son fils mineur Ferdinand-Charles d'Autriche. Il devient le principal politicien de cette cour, nommé président Chambre des comptes d'Innsbruck, en 1632. En 1638, l'empereur Ferdinand III l'envoie à Vieux-Brisach qui a été assiégé par l'armée franco-suédoise commandée par Bernard de Saxe-Weimar pour transmettre au gouverneur Reinacher l'ordre de l'empereur de résister à tout prix. La place n'ayant pu être aidée par l'armée impériale, elle s'est rendue le 7 décembre 1638. Reinacher et Volmar sont faits prisonniers par le duc de Weimar.
Il a eu de graves différends avec le chancelier du Tyrol, Wilhelm Biener, qui l'a critiqué pour sa position de conciliation, en particulier envers le duc Eberhard III de Wurtemberg. De l'avis de Biener, Volmar n'a pas assez défendu les revendications de l'archiduc d'Autriche-Tyrol sur trois sites wurtembergiens d'Achalm (de), Hohenstaufen et Blaubeuren. Biener a également accusé Volmar de l'échec de l'attaque de la forteresse wurtembergeoise d'Hohentwiel en 1641. Après cet échec, il est envoyé en Suisse avec Gilles De Haes. 
En février 1643, Isaak Volmar est envoyé à la diète impériale à Francfort-sur-le-Main. À partir de juillet 1643, l'empereur le désigne pour participer aux négociations de paix à Münster où il arrivé le 8 septembre. Un autre envoyé de l'empereur, le comte Auersperg, participe aux négociations qui se tiennent à Osnabrück. Il est alors le principal conseiller, jusqu'à l'arrivée du comte Maximilian von und zu Trauttmansdorff, en 1645, qui a dirigé la délégation impériale jusqu'en 1647, remplacé par Jean-Louis de Nassau-Hadamar. Il s'est opposé à la cession des possessions alsaciennes de la Maison de Habsbourg. Le 24 octobre 1648, Isaak Volmar, en tant que négociateur impérial, lit le traité de paix devant l'assemblée.
En 1649, il reçoit le titre de baron.
En 1654, il est désigné délégué permanent de l'empereur à la diète impériale de Ratisbonne. Il s'installe dans la ville où il meurt le 13 octobre 1662.

## Publications
- (sous le pseudonyme Erasmus Irenicus), Bibliotheca gallo-suecica. Sive, Syllabus operum selectorum, quibus Gallorum Suecorumque ; hac tempestate, belli proferendi, pacis evertendae, studia : publico exhibentur. Erasmus Irenicus collegit. Accessit prologus : ad concordiam germanicam adhortatio, 1640 (lire en ligne)
- Diarium Sive Protocollum Actorum Publicorum Instrumenti Pacis Generalis Westphalicæ Monasteriensis et Osnabrugensis ab anno 1643, 1644, 1645, 1646, 1647 & 1648 inclusivè ad modum et supplementum operum, 1710 (lire en ligne)

### Éditions modernes
- Diarium Volmar (Acta Pacis Westphalicae), Joachim Foerster, Roswitha Philippe éditeurs scientifiques, Aschendorffsche Verlagsbuchhandlung, Münster, 1984, vol. 1 (1643-1647)
- Diarium Volmar (Acta Pacis Westphalicae), Joachim Foerster, Roswitha Philippe éditeurs scientifiques, Aschendorffsche Verlagsbuchhandlung, Münster, 1984, vol. 2 (1647-1649)
- Diarium Volmar, Joachim Foerster, Konrad Repgen, Rheinisch-Westfälische Akademie der Wissenschaften, Vereinigung zur Erforschung der neueren Geschichte éditeurs scientifiques, Aschendorffsche Verlagsbuchhandlung, Münster, 1993, Registre

## Source
- (de) Cet article est partiellement ou en totalité issu de l’article de Wikipédia en allemand intitulé « Isaak Volmar » (voir la liste des auteurs).